# Paracurculionites parvulus
Paracurculionites parvulus is een keversoort uit de familie Cupedidae. De wetenschappelijke naam van de soort is voor het eerst geldig gepubliceerd in 1878 door Heer.